# Scopule
À ne pas confondre avec le genre de papillon Scopula.

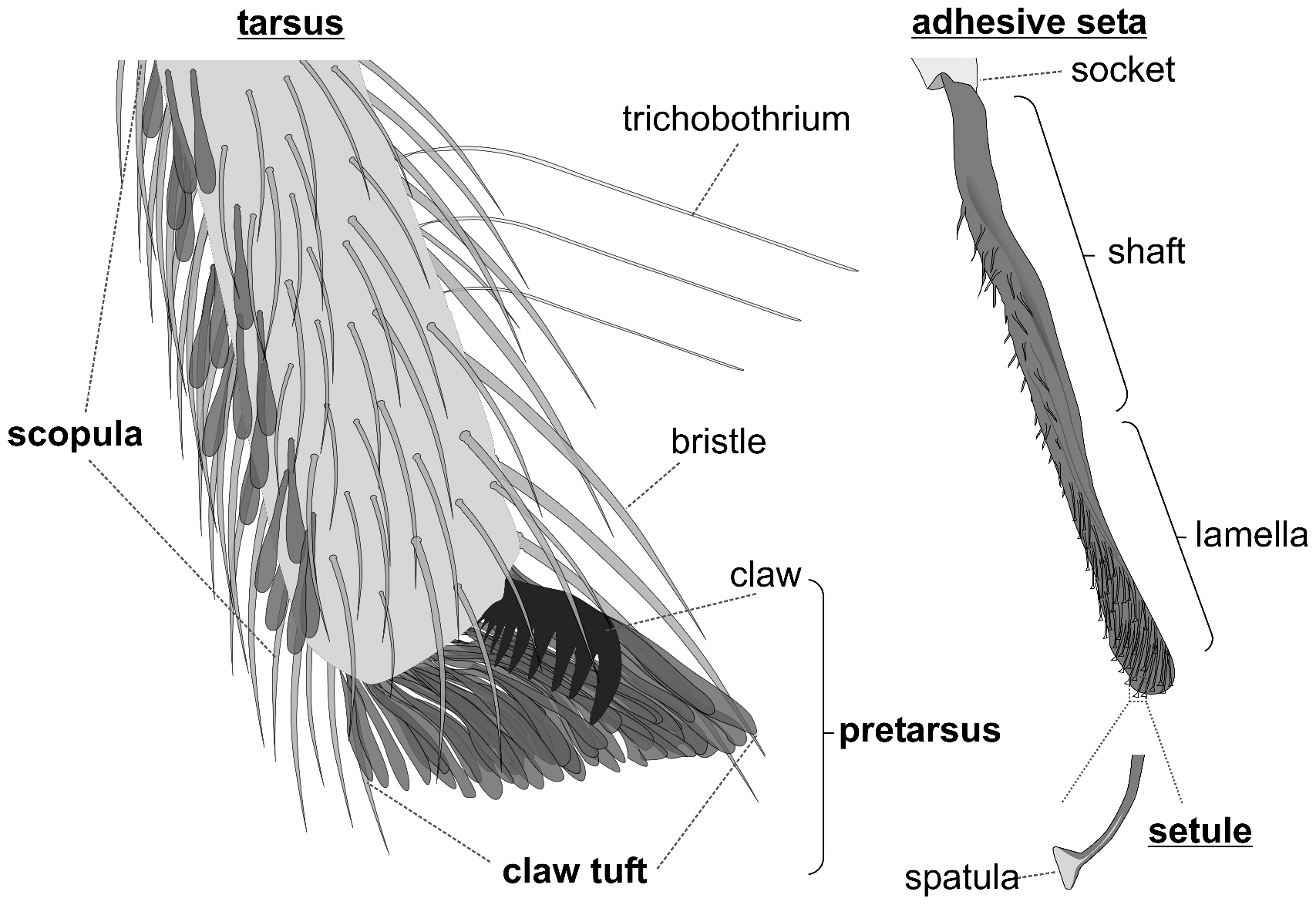
Extrémité d'une patte d'araignée. Les soies adhésives (en) sont colorées en gris foncé. Sur les spécimens vivants, elles apparaissent généralement sombres, avec la partie lamellée translucide et avec un lustre iridescent sur le côté adhésif.

Les scopules, aussi orthographié scopula ou scopulae, sont des touffes de poils retrouvées aux extrémités des pattes de certaines araignées, formant un organe adhésif. 

## Étymologie
Du latin scopulus, signifiant « petit balai », en référence aux soies qui évoquent cet outil lorsqu'elles sont regardées au microscope.

## Description
Les scopules sont situées sur les faces ventrales et latérales des tarses et des métatarses. Elles sont composées des soies denses, elles-mêmes recouvertes de poils plus petits, nommés les setules. L'ensemble de ces poils crée une importante surface de contact. Certains auteurs considèrent les touffes de soies que certaines araignées portent entre leurs griffes comme des scopules spécialisées.

## Fonction
Les scopules confèrent de l'adhérence aux pattes des araignées. Elles sont mobilisées lors des déplacements. Elles permettent à certaines araignées de grimper sur des surfaces verticales et lisses, comme les fenêtres, par exemple. Elles sont aussi utilisées pour la capture et la manipulation des proies.

## Évolution

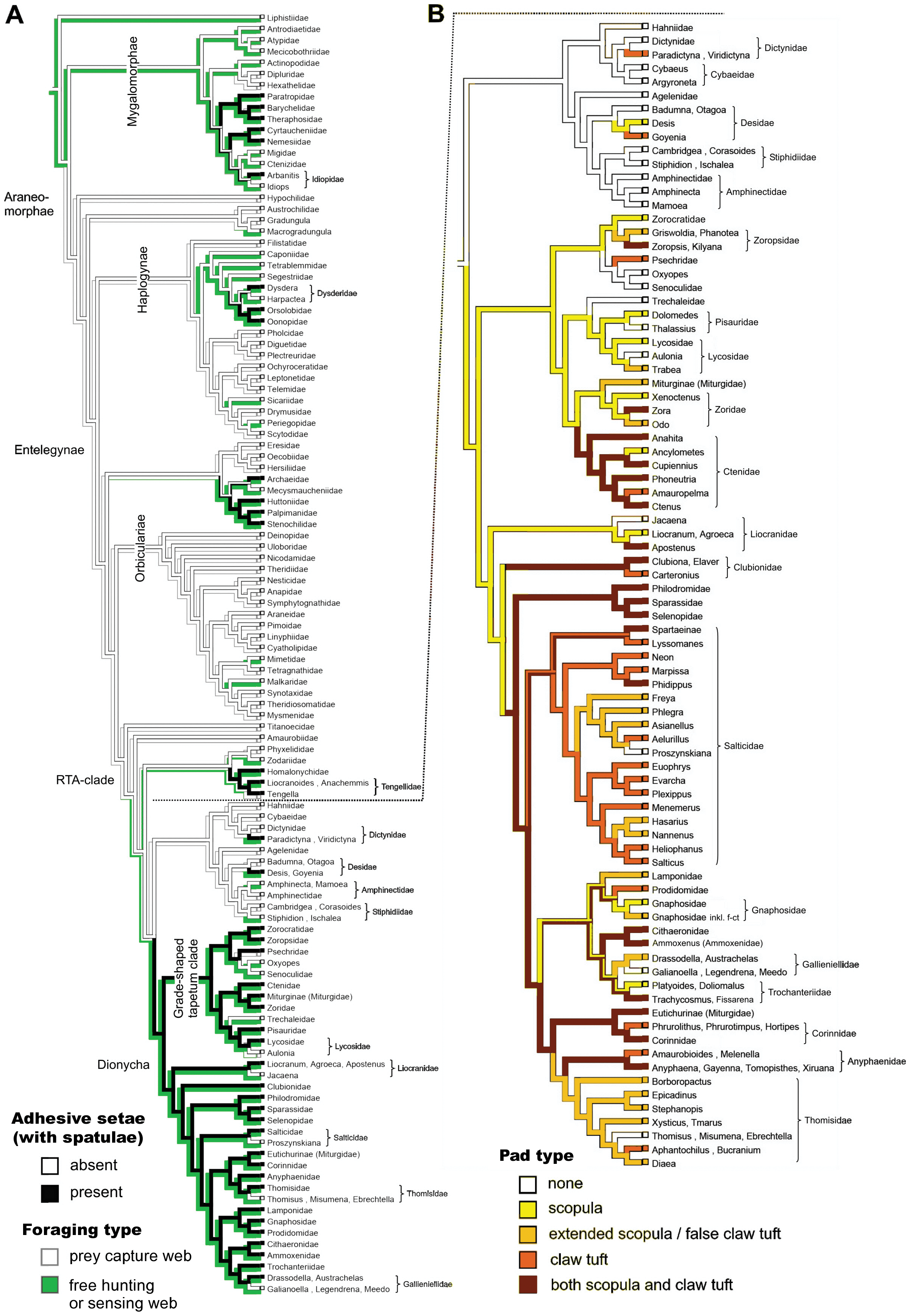
Relations phylogénétiques au sein des araignées et répartition des coussins de soies adhésives (portant des spatules) et de l'abandon de la toile.

Les araignées ne possèdent pas toutes des scopules. La quasi-totalité des espèces qui en possèdent ne font pas de toiles mais les agélènes et les tégénaires qui en sont dépourvues tissent des toiles en nappes. Des analyses phylogénétiques montrent que l'apparition de soies adhésives est corrélée à l'adoption d'un mode de chasse actif, c'est-à-dire sans toile, et une meilleure prise des proies.